# 黃鐙輝
黃鐙輝（英語：Brando Huang，1981年3月22日—），臺灣男藝人、主持人、演員，畢業於台中縣立大明國民小學、臺中縣立大雅國民中學、臺中縣私立僑泰高級中學電子科、國立聯合技術學院二專部電子工程科、健行科技大學二技部電子工程系。進入演藝圈前，曾在新竹的京元電子擔任工程師。黃鐙輝最初由藝人許效舜提拔出道，以模仿康康起家，曾在TVBS歡樂台《食尚玩家－來去住一晚》與曾子余擔任主持人。

## 師徒關係
師父：
- 許效舜。

師公：
- 澎恰恰。

太師公：
- 鄭進一[2][3]。

徒弟：
- 曾子余：於2013年與黃簽約成為其徒弟[4][5][6]。

## 個人生活
黃鐙輝在《綜藝大熱門》時透露：小時候父母離異後與父相依爲命，本來被教導吸菸的害處，卻因接拍《艋舺》而學抽煙。2020-2021年，正當他在主持跨年節目時，父親在2021年1月1日凌晨因肝癌逝世。
2009年，黃鐙輝擔任許效舜助理後越來越忙，當時的女友萁萁想換工作，才成為許效舜助理約7年時間。。萁萁和其母「萁媽」後來亦成為藝人。

## 演出作品

### 劇集
| 首播年份 | 頻道                   | 劇名               | 角色             |
| 2008年   | 華視                   | 歡喜來逗陣         | 法蘭基           |
| 2010年   | 台視                   | 飯糰之家           | 曹B              |
| 2010年   | 華視                   | 愛∞無限            | NO-Q             |
| 2011年   | 華視                   | 艋舺燿輝           | 葉勇志           |
| 2011年   | 民視                   | 旋風管家           | 康太郎           |
| 2011年   | 壹電視                 | 幸福蒲公英         | 高宗信           |
| 2011年   | 三立台灣台             | 牵手               | 阿辉             |
| 2011年   | 壹電視                 | 拜金女王           | 方誌輝           |
| 2012年   | 三立都會台             | 小資女孩向前衝     | 櫃姐老公         |
| 2012年   | 民視                   | 華麗的挑戰         | Brid Rock 經紀人 |
| 2012年   | 台視                   | 女人花             | 鄭先生           |
| 2012年   | 三立都會台             | 我們發財了         | 電梯維修人員     |
| 2012年   | 八大綜合台             | 終極一班2          | 項懷仁           |
| 2012年   | 公視                   | 小站               | 年輕阿發         |
| 2013年   | 台視                   | 金大花的華麗冒險   | 小刀             |
| 2013年   | 民視                   | 天龍傳奇           | 包子販           |
| 2013年   | 中天綜合台             | PMAM               | 導演             |
| 2014年   | 民視                   | 真愛配方           | 余曉仁           |
| 2014年   | 台視                   | 流氓蛋糕店         | 阿泉             |
| 2014年   | 樂視網                 | 天后之征           | 蔡董             |
| 2015年   | 華視                   | 一代新兵之八極少年 | 麥福龍           |
| 2015年   | 台視                   | 致，第三者         | 孫仲賢           |
| 2015年   | 三立都會台             | 舞吧舞吧在一起     | 袁光泰           |
| 2016年   | 公視                   | 我的這一班         | 潘迪（老潘）     |
| 2016年   | 三立台灣台             | 甘味人生           | 主持人（憲哥）   |
| 2016年   | 台視                   | 植劇場－戀愛沙塵暴 | 河堤跑步猛男     |
| 2016年   | 超視                   | 惡作劇之吻         | 秦義重           |
| 2017年   | 三立都會台             | 我的愛情不平凡     | 阿狗(客串)       |
| 2017年   | 公視                   | 麻醉風暴2          | 鍾醫師           |
| 2018年   | 三立都會台             | 高校英雄傳         | 歐進雄(P哥)      |
| 2019年   | 民視                   | 大時代             | 南港劉德華       |
| 2019年   | Netflix                | 極道千金           | 狗仔隊(客串)     |
| 2019年   | TVBS歡樂台             | 天堂的微笑         | 劉天耀           |
| 2019年   | 華視                   | 鬥陣來鬧熱         | 徐景賓           |
| 2019年   | 公視                   | 通靈少女2          | Bruce            |
| 2019年   | 華視                   | 守著陽光守著你     | 小羅             |
| 2020年   | 民視                   | 鏡子森林           | JJ               |
| 2020年   | 大愛電視台             | 人生算什麼         | 黃木村           |
| 2020年   | 民視                   | 無主之子           | 黎文誠           |
| 2020年   | TVBS歡樂台             | 粉紅色時光         | 調酒師           |
| 2021年   | 八大戲劇台、衛視中文台 | 她們創業的那些鳥事 | James            |
| 2021年   | 公視、東森戲劇台       | 神之鄉             | 王大義           |
| 2021年   | 公視、客家電視台       | 茶金               | 銀行邱經理       |
| 2021年   | 衛視中文台             | 如果花知道         | 旺哥             |
| 2022年   | Netflix、公視          | 媽，別鬧了！       |                  |
| 2022年   | 衛視中文台、中視       | 仙女姐姐來我家     | 輝哥             |
| 2022年   | 公視、MyVideo、台視    | 茁劇場－綠島金魂   | 蔡順義           |
| 2024年   | 公視台語台             | 鹽水大飯店         | 坤勇             |
| 2024年   | 華視、公視台語台       | 無罪推定           | 楊明德           |
| 2025年   | 大愛電視台             | 九如一家人         | 楊九如           |
| 2025年   | MyVideo                | 喝酒吧！笨蛋       | 朱朱             |
| 2025年   | 公視、CATCHPLAY+       | 我們與惡的距離 II  | 羅自強           |

### 電影
| 上映年份 | 片名                   | 角色                                                   | 導演                         |
| 2010年   | 艋舺                   | 黃萬伯(阿伯）                                          | 鈕承澤                       |
| 2010年   | 愛你一萬年             | 大豆                                                   | 北村豐晴                     |
| 2011年   | 帶一片風景走           | 黃彥威                                                 | 澎恰恰                       |
| 2012年   | LOVE                   | 小寬打工友人                                           | 鈕承澤                       |
| 2013年   | 世界第一麥方           | 椪柑                                                   | 林正盛                       |
| 2013年   | 港都                   | 洪虎                                                   | 周守訓                       |
| 2014年   | 原來你還在             | 司機                                                   | 楊南倩                       |
| 2014年   | 鐵獅玉玲瓏             | 阿醜                                                   | 澎恰恰                       |
| 2014年   | 共犯                   | 警察                                                   | 張榮吉                       |
| 2014年   | 黑白                   | 阿彥                                                   | 游堅煜、李權峰(東錦)、王經瑋 |
| 2015年   | 鐵獅玉玲瓏2            | 豆花                                                   | 澎恰恰                       |
| 2015年   | 菜鳥                   | 黑猴                                                   | 鄭文堂                       |
| 2015年   | 愛琳娜                 | 陳清貴                                                 | 林靖傑                       |
| 2015年   | 我們全家不太熟         | 球客                                                   | 王傳宗                       |
| 2016年   | 失控謊言               | 神探阿添                                               | 樓一安                       |
| 2016年   | 六弄咖啡館             | 混混                                                   | 藤井樹                       |
| 2016年   | 我的蛋男情人           | 超市經理                                               | 傅天余                       |
| 2017年   | 徐自強的練習題         | 動畫片段的「聲優」                                     | 紀岳君                       |
| 2017年   | 紅衣小女孩2            | 張明皓                                                 | 程偉豪                       |
| 2018年   | 粽邪                   | 年輕警察                                               | 廖士涵                       |
| 2018年   | 艋舺之江湖再現         | 白毛 是現任白幫"話事人"投靠結拜"白幫老大"萬益 為大哥大 | 吳震亞                       |
| 2019年   | 隨片登台               | 導演                                                   | 林亞佑                       |
| 2020年   | 破處                   | 警察                                                   | 林立書                       |
| 2021年   | 金錢男孩MONEYBOYS      | 張先生                                                 | C.B. Yi                      |
| 2021年   | 美國女孩               | 老劉                                                   | 阮鳳儀                       |
| 2023年   | 我的婆婆怎麼把OO搞丟了 | 當鋪老闆                                               | 鄧安寧                       |
| 2023年   | 查無此心               | 痞子豪                                                 | 曾英庭                       |
| 2023年   | 他馬克老闆             | 凱文                                                   | 瞿友寧                       |
| 2023年   | BIG                    | 是延爸爸                                               | 魏德聖                       |
| 2025年   | 角頭—鬥陣欸            |                                                        | 姜瑞智                       |
| 2025年   | 左撇子女孩             |                                                        | 鄒時擎                       |
| 待上映   | 首部曲：火焚之軀       | 老雞官                                                 | 魏德聖                       |
| 待上映   | 二部曲：鯨骨之海       | 老雞官                                                 | 魏德聖                       |
| 待上映   | 三部曲：應許之地       | 老雞官                                                 | 魏德聖                       |

### 電影短片
| 上映年份 | 片名         | 角色   | 導演   |
| 2020年   | 日後，回家路 | 李堯民 | 羅越   |
| 2021年   | 遺物清掃員   | 阿傑   | 許聖宗 |

### 電視電影與迷你劇集
| 首播年份 | 頻道             | 片名                                     | 角色       | 導演   |
| 2012年   | 公視             | 吉林的月光                               | 周泰德     | 陳慧翎 |
| 2012年   | 公視             | 空氣男的告白                             | 阿豐       | 林宏杰 |
| 2013年   | 緯來電影台       | 躲貓貓                                   | 鄧國治     | 胡寧遠 |
| 2014年   | 公視             | 浪子單飛                                 | 吳勇峰     | 許榕容 |
| 2016年   | 公視             | 我媽的婚禮                               | 阿忠       | 陸慧綿 |
| 2016年   | 公視             | 征子                                     | 阿男叔叔   | 柯翰辰 |
| 2017年   | 公視             | 黑白鍵                                   |            | 陳潔瑤 |
| 2018年   | 公視             | 奇蹟的女兒                               | 黃文邦     | 鄭文堂 |
| 2019年   | 公視             | 疑霧公堂                                 | 林文明     | 李運傑 |
| 2019年   | 華視             | 失父招領                                 | 阿國       | 鄭海伯 |
| 2020年   | 公視             | 陽光電台不打烊                           | 傑克       | 洪子鵬 |
| 2021年   | 公視             | 白日夢外送王                             | 莊董       | 洪子烜 |
| 2021年   | 公視台語台       | 顧巢．抾箬仔                             | 許通榮     | 王傳宗 |
| 2022年   | 公視台語台       | 拳職人員                                 |            | 黃柏蒼 |
| 2022年   | 公視、friDay影音 | 你的婚姻不是你的婚姻－尾號1314           | 牙醫       | 鄭文堂 |
| 2022年   | 公視、friDay影音 | 你的婚姻不是你的婚姻－恭請光臨曾賈府喜事 | Jungle導遊 | 何潤東 |
| 2025年   | Netflix          | 忘了我記得                               | 自行車老闆 | 劉若英 |

### 音樂錄影帶
- 2013年 唐從聖 《快樂的告別式》
- 2015年 許效舜+黃鐙輝+萁萁 《來來歌》
- 2016年 陳建瑋 《傷心的我傷心的歌》
- 2019年 黃鐙輝 《不孝子》
- 2019年 茄子蛋 《Happy!!! 運將情歌》
- 2019年 蘇明淵 《善良的歹人》
- 2024年 男子漢樂團 《討債你的愛》
- 2024年 滅火器樂團 《人生尾路》
- 2024年 動力火車+告五人 《我不該哭》
- 2024年 Tickle Tickle （癢癢） 《牧羊人ê報仇》

## 主持作品

### 電視節目
| 年份                     | 頻道          | 節目名稱                 | 備註                                         |
| 2007年                   | 東風          | 《無敵鐵金剛》           | 助理主持人                                   |
| 2007年                   | 東風          | 《估價王》               | 助理主持人                                   |
| 2008年                   | 中天          | 《黃金B段班》            | 主持人                                       |
| 2008年                   |               | 《美食鑑定團》           | 助理主持人                                   |
| 2009年                   |               | 《歡喜斗玲瓏》           | 助理主持人                                   |
| 2010年                   | 東風          | 《綜藝2人傳》            | 外景主持人                                   |
| 2010年                   | 華視          | 《綜藝大國民》           | 主持人（搭檔吳宗憲、孫協志、王仁甫、汪東城） |
| 2010年                   | 東森          | 《好神卡卡》             | 主持人 （與徐乃麟）                          |
| 2011年                   | 超視          | 《超級好神》             | 主持人 （與徐乃麟）                          |
| 2013年                   | TVBS歡樂台    | 《食尚玩家－來去住一晚》 | 主持人（搭檔曾子余）                         |
| 2015年10月18日至11月15日 | 三立          | 《超級紅人榜》           | 代班主持人                                   |
| 2019年7月20日起          | 狼谷競技台    | 《Fiv5鬪！龍虎門》       | 代班主持人                                   |
| 2021年1月9日起           | 華視          | 《黃金年代》             | 與王彩樺、沈文程搭檔                         |
| 2021年11月起             | 東森綜合台    | 《請問 今晚住誰家》      | 與竇智孔、楊奇煜搭檔                         |
| 2025年2月22日            | 公視台語台    | 《來去恁兜洗魂舒》       | EP2代班主持 搭檔邰智源                       |
| 2025年8月2日             | 台視、LINE TV | 《九條好漢在一班》       | 第一季 節目固定成員                          |

### 頒獎典禮
| 年份           | 頻道             | 典禮名稱                       | 備註         |
| 2025年10月17日 | 三立都會台、公視 | 《第60屆金鐘獎》戲劇類星光大道 | 與黃迪揚搭檔 |

## 廣告代言
- 2020～2023年 享食尚 甘甘好 代言人
- 2018 行政院農業委員會農糧署米標章 代言人
- 品牌代言2018 FOOTER除臭襪 代言人
- 品牌代言2017 FOOTER除臭襪 代言人
- 2018高雄啤酒節推廣大使-(德國啤酒)
- 2017 手遊 王國紀元 廣告演出
- 福客多便利商店網路廣告演出 (網路)
- 康師傅廣告(大陸) 演出 雙子座-(2010)
- 交通部觀光局台灣觀巴 2014、2015代言人
- 2022  天子傳奇S我就是天公仔子-成吉思汗-黃鐙輝篇
- 2022 Damo Games角色扮演遊戲《一拳超人：英雄之路》廣告演出

## 獎項紀錄

### 金鐘獎
| 年份   | 頒獎典禮     | 獎項                       | 影片                      | 角色   | 結果 |
| ------ | ------------ | -------------------------- | ------------------------- | ------ | ---- |
| 2015年 | 第50屆金鐘獎 | 迷你劇集／電視電影男主角獎 | 公視人生劇展—《浪子單飛》 | 阿峰   | 提名 |
| 2019年 | 第54屆金鐘獎 | 迷你劇集／電視電影男配角獎 | 《奇蹟的女兒》            | 黃文邦 | 獲獎 |

### 亞洲電視大獎
| 年份   | 頒獎典禮           | 獎項         | 影片         | 角色   | 結果 |
| ------ | ------------------ | ------------ | ------------ | ------ | ---- |
| 2020年 | 第25屆亞洲電視大獎 | 最佳男主角獎 | 《無主之子》 | 黎文誠 | 提名 |

### 藝美獎
| 年份   | 頒獎典禮     | 獎項         | 影片           | 角色 | 結果 |
| ------ | ------------ | ------------ | -------------- | ---- | ---- |
| 2022年 | 第47屆藝美獎 | 最佳男主角獎 | 《遺物清掃員》 | 阿傑 | 獲獎 |

## 外部連結
- 黃鐙輝的新浪微博
- 黃鐙輝的Facebook專頁
- 紅燈停~綠燈行~黃鐙輝 :: 痞客邦 PIXNET :: （页面存档备份，存于）
- 黃鐙輝在互联网电影资料库（IMDb）上的資料（英文）
- 黃鐙輝在香港影庫上的簡介
- 黃鐙輝在豆瓣上的资料（简体中文）
- 黃鐙輝在时光网上的簡介（简体中文）
- TVBS 頂尖事務所 - 黃鐙輝 （页面存档备份，存于）